# Harewood Castle
Harewood Castle er en herregård fra 1300-tallet, der ligger i Harewood Estate, Harewood, i West Yorkshire, England. Det er en listed building af første grad.
Den blev grundlagt af De Lisle-familien i 1100-tallet. Det overgik til Sir William de Aldeburgh, efter han giftede sig med Elizabeth de Lisle, arving til Harewood, der fik licens til krenelering i 1366.